# Vincent Vallier
Yves Dangerfield, connu sous son nom de scène Vincent Vallier, né  le 14 juin 1959 a Brazzaville et mort le 10 janvier 1992 à Paris  est un comédien, scénariste et auteur français.

## Biographie
Yves Vincent Dangerfield, également connu sous son pseudonyme Vincent Vallier, fait ses débuts au cinéma en 1976 en endossant le rôle de Prieffin dans le film Les Mal Partis réalisé par Sébastien Japrisot sous son véritable nom, Jean-Baptiste Rossi. En 1977, dans le téléfilm Jean de La Fontaine réalisé par Jacques Vigoureux, il joue Jean de La Fontaine jeune, joué à l'âge adulte par Pierre Vernier. En 1980, dans le téléfilm Comme le temps passe d'Alain Levent, il tient le rôle du jeune Jacques.
Comme romancier, il est remarqué, à dix-huit ans, pour son premier roman Les Petites Sirènes, paru en 1978 sous son véritable nom, Yves Dangerfield, et dont le film de Roger Andrieux, La Petite Sirène est tiré en 1980. À vingt-quatre ans, il récidive avec La Chambre d'ami, roman ensuite adapté pour la télévision sous le même nom par Caroline Huppert en 1985. Son premier rôle important au cinéma est celui de l'élève Gilles dans Le bahut va craquer en 1981 où il donne la réplique à Claude Jade, Darry Cowl et Michel Galabru dans les rôles de trois des professeurs du bahut. Après plusieurs rôles dans d'autres films, il est en 1988 le co-scénariste du film L'Enfance de l'art de Francis Girod, dans lequel il joue aux côtés de Clotilde de Bayser, actrice qu'il retrouve en 1989 dans L'Enfant de l'hiver d'Olivier Assayas.
En 1990, Vincent Vallier est René Valadon aux côtés de Tim Roth et Paul Rhys dans Vincent et Théo de Robert Altman. Ses derniers rôles sont ceux du docteur Brianchon dans Lacenaire de Francis Girod en 1990 et Simon, premier rôle masculin, dans Rue du Bac avec l'actrice Geneviève Bujold, film dont il a écrit le scénario, sorti en 1991. Son quatrième et dernier roman, La Maison d'Esther, est un roman historique publié en janvier 1992 peu avant sa mort. L'ouvrage est adapté au cinéma par Patricia Mazuy avec le film Saint-Cyr sorti en 2000.

### Mort
Yves Dangerfield, alias Vincent Vallier, meurt du SIDA en 1992 à Paris, la veille de la sortie de son dernier roman,.